# Megalomus rafaeli
Megalomus rafaeli är en insektsart som beskrevs av Penny och Monserrat 1985. Megalomus rafaeli ingår i släktet Megalomus och familjen florsländor. Inga underarter finns listade i Catalogue of Life.